# Straßenbahn Algier
Die Straßenbahn Algier (arabisch ترامواي الجزائر العاصمة) wurde am 8. Mai 2011 in der algerischen Hauptstadt Algier in Betrieb genommen. Betrieben wird zurzeit nur eine Straßenbahn-Linie, die nach mehreren Streckenverlängerungen nun eine Gesamtlänge von 23 km hat.

## Streckennetz
Der 2011 in Betrieb genommene erste Streckenabschnitt im Osten von Algier verbindet Bordj el Kiffan mit der Cité Mokhtar Zerhouni und hat eine Länge von 7,2 Kilometern mit 13 Stationen.
Am 15. Juni 2012 wurde eine Verlängerung um 9,1 Kilometer von der Haltestelle Les Bananiers zur Haltestelle Les Fusillés im Stadtzentrum eröffnet, wo eine Umsteigemöglichkeit zur U-Bahn und zu einer der Seilbahnen der Stadt besteht.
Eine weitere Verlängerung der Strecke in östlicher Richtung nach Dergana auf insgesamt 23,2 Kilometer wurde im Dezember 2013 baulich fertiggestellt und wurde am 22. April 2014 bis Khawat Chergui und am 14. Juni 2015 auf der Gesamtstrecke bis Dergana in Betrieb genommen werden. Die letzte Teilstrecke umfasst sechs neue Haltestellen.
Die Fahrgastzahlen liegen mit steigender Tendenz bei ungefähr 100 000 pro Tag (Stand 2025).

## Betreiber
Betrieben wird die Straßenbahn Algier von Setram Algérie, als Nachfolger der Gesellschaft ETUSA, der für den ÖPNV im Großraum Algier zuständigen öffentlichen Verkehrsgesellschaft, welche vorübergehend das erste Teilstück betreute. Setram ist eine Konsortium, gebildet aus der RATP-Tochter RATP Dev und den lokalen Partnern Entreprise du Métro d'Alger (EMA) und dem Établissement Public de Transport Urbain et Suburbain d'Alger (ETUSA). Die Mehrheitsbeteiligung liegt bei RATP Dev.

## Fuhrpark
Der Wagenpark besteht aus 48 Niederflurwagen des Typs Alstom Citadis 402 mit einer Länge von 43,91 m und einer Breite von 2,65 m. Die ersten 41 davon wurden 2011 vom Alstom-Werk bei La Rochelle aus ausgeliefert. Seit 2024 kommen zunächst zwei Wagen der Straßenbahn Constantine in Algier zum Einsatz, die in Constantine wegen einer nicht umgesetzten Netzerweiterung nicht benötigt werden. Drei bis sechs weitere Fahrzeuge sollen folgen.

## Geschichte

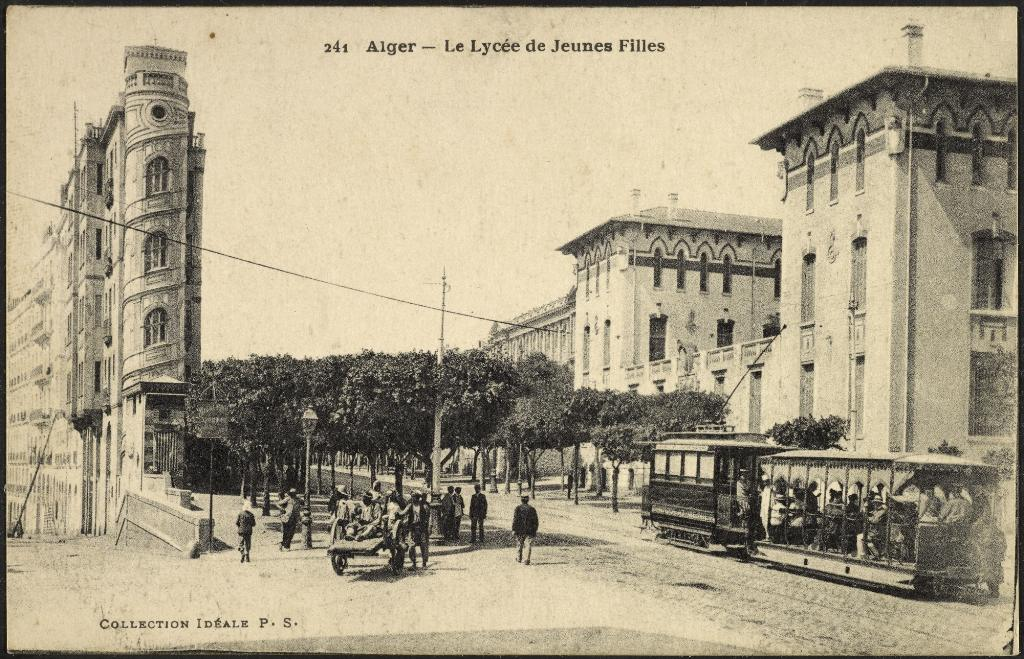
Straßenbahn Algier um 1926

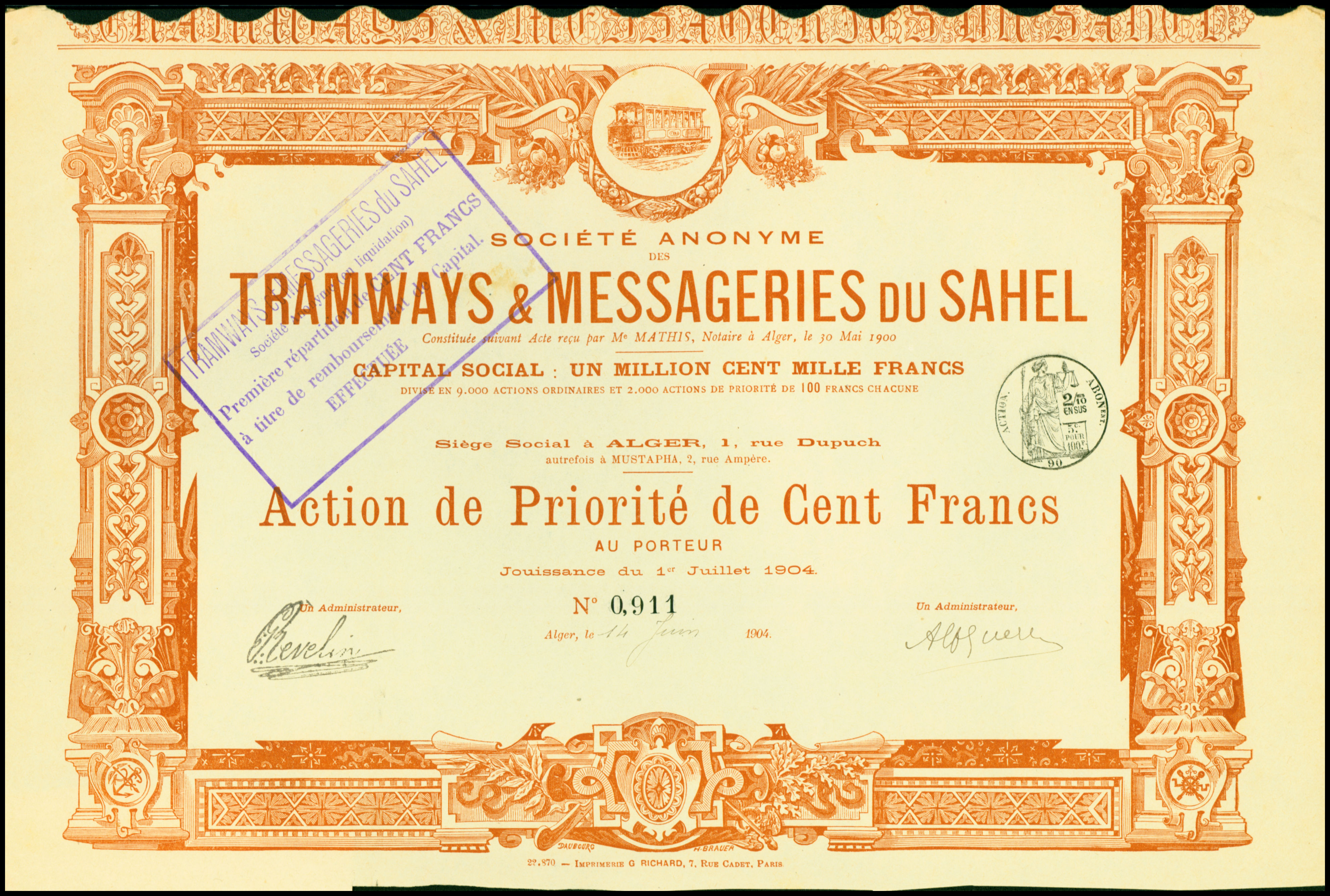
Vorzugsaktie über 100 Francs der S. A. des Tramways & Messageries du Sahel vom 4. Juli 1904

In Algier gab es bereits seit 1898 Straßenbahnverkehr. Zur Blütezeit Anfang der 1930er-Jahre gab es insgesamt drei Gesellschaften, deren Netze nicht miteinander verbunden waren:
- Die Société des tramways algériens betrieb auf einer Spurweite von 1055 mm bei 600 V Betriebsspannung zwei Linien.
- Die Société anonyme des Tramways et Messageries du Sahel betrieb eine einzige, 6,4 km lange Linie.
- Die Société des Chemins de fer sur route d'Algérie (CFRA) betrieb ein sehr umfangreiches Netz an Überlandstraßenbahnen. Zu den besten Zeiten unterhielt diese Gesellschaft mehr als ein Dutzend Linien, von denen mehrere über 40 km lang waren.

Viele dieser Strecken wurden bereits in den 1930er Jahren durch Buslinien ersetzt.
Bis Anfang 1960 wurden alle Straßenbahnen in Algier stillgelegt und teilweise durch Trolleybusse ersetzt.